# Васил Анков
Васил Методиев Анков (16 декември 1939 г. – 23 ноември 2009 г.) е български футболист, полузащитник, а след това треньор по футбол. Клубна легенда на Локомотив (Пловдив). Играл е също за Септември (София) и Димитровград. Има общо 294 мача и 15 гола в А група.

## Биография
Роден е на 16 декември 1939 в софийския квартал, тогава село Требич. Играл е за Септември (София) (1957 – 1961), Димитровград (1961 – 1963) и Локомотив (Пловдив) (1963 – 1973). Има 294 мача и 15 гола в А група (220 мача с 9 гола за Локомотив (Пд), 45 мача с 5 гола за Септември и 29 мача с 1 гола за Димитровград). Носител на Купата на Съветската армия през 1960 със Септември, вицешампион през 1973 с Локомотив (Пд) и бронзов медалист през 1969 г. с Локомотив (Пд). Има 1 мач за А националния отбор и 2 мача за Б националния отбор. За Локомотив (Пд) има 20 мача и 1 гол в турнира за купата на УЕФА). Капитан на Локомотив в 80 мача. Бивш треньор на „смърфовете“. Внезапно почива на 23 ноември 2009 г., като до последно води една от юношеските формации на Локомотив, която дни преди смъртта си извежда до полуфинал за купата на БФС.